# Prélature territoriale d'Ayaviri
La prélature territoriale d'Ayaviri (en latin : Praelatura Territorialis Ayaviriensis ; en espagnol : Prelatura territorial de Ayaviri) est une prélature territoriale de l'Église catholique du Pérou, suffragante de l'archidiocèse d'Arequipa.

## Territoire

Prélature territoriale d'Ayaviri

Il comprend trois provinces du département de Puno : Melgar, Carabaya et une partie de la province de Sandia. Le reste de ce département est situé dans le diocèse de Puno et les prélatures territoriales de Juli et Huancané.
Il possède un territoire d'une superficie de 20 712 km2 divisé en 21 paroisses. L'évêché est dans la ville d'Ayaviri où se trouve la cathédrale saint François d'Assise.

## Histoire
La prélature territoriale est érigé le 30 juillet 1958 par la constitution apostolique Ex illis Dioecesibus du pape Pie XII en prenant sur le territoire du diocèse de Puno.
Le 3 avril 2019, il cède une portion de territoire pour l'érection de la prélature territoriale de Santiago Apóstol de Huancané.

## Évêques
- José Juan Luciano Carlos Metzinger Greff, SS.CC (30 juillet 1958 - 30 janvier 1971)
  - Sede vacante (1971-1991)
- Juan Godayol Colom, S.D.B (4 décembre 1991 - 18 février 2006)
- Kay Martin Schmalhausen Panizo, S.C.V (18 février 2006 - 7 avril 2021)
  - Sede vacante (2021) - Pedro Alberto Bustamante López (administrateur apostolique depuis le 7 avril 2021- )
- Benigno Condori Chuchi, O.F.M. (depuis le 4 octobre 2024)